# Plastiki-Expedition

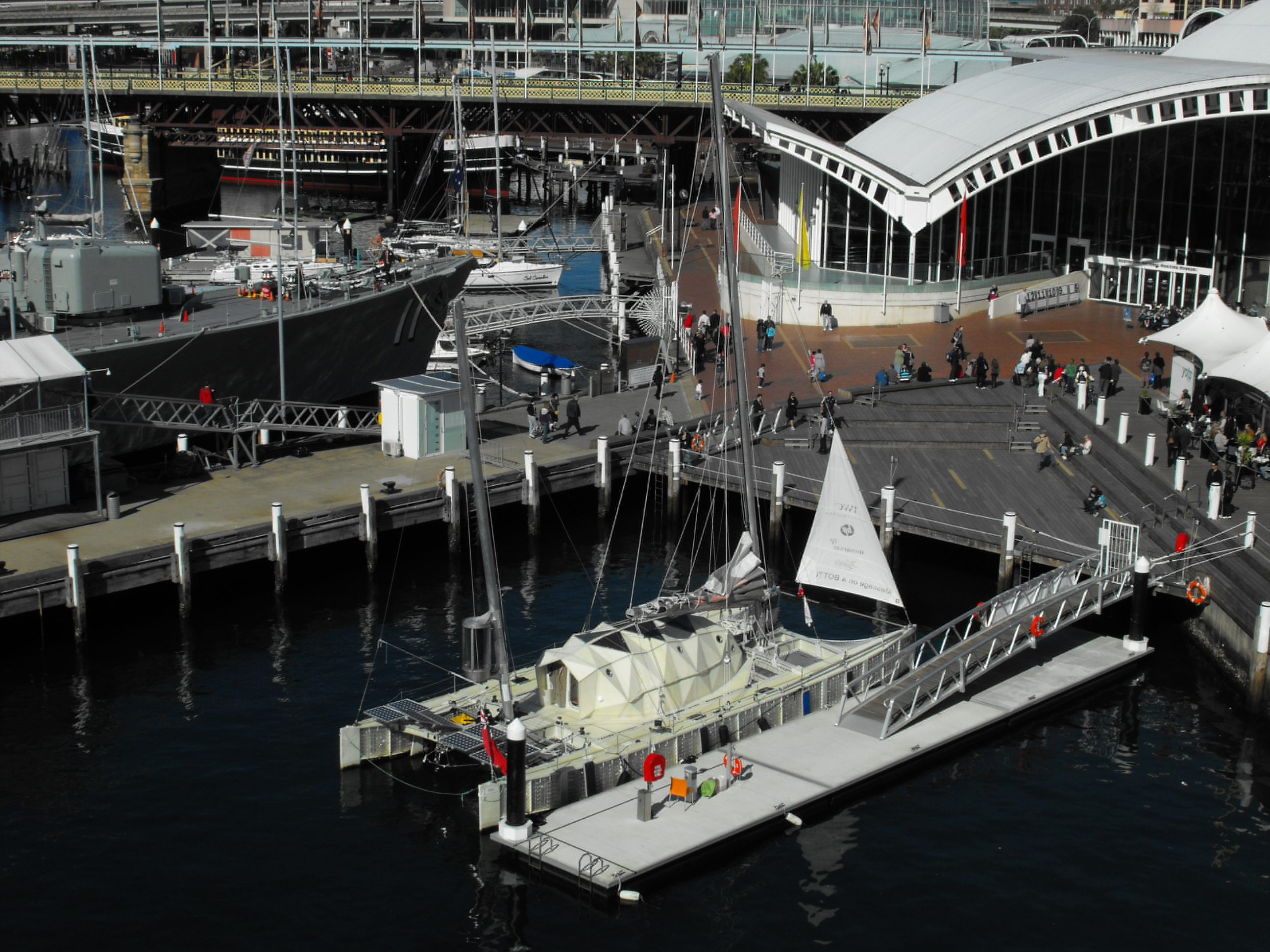
Die Plastiki nach der Expedition als Schaustück im Australian National Maritime Museum in Darling Harbour, Australien

Die Plastiki-Expedition ist eine Umweltaktion von David de Rothschild, mit der die Crew auf die Gefährdung der Meere durch Plastikmüll aufmerksam machen möchte.

## Hintergrund
Mit seiner Reise demonstriert de Rothschild gegen die Belastung der Ozeane mit Plastikmüll. Der Müll stammt zum Teil von den Abfällen von Schiffsbesatzungen. Doch der mengenmäßig größte Anteil wird über Flüsse in die Ozeane transportiert. Da sich diese Abfälle nicht zersetzen, sondern nur in kleinere bis mikroskopische Teile zerfallen, bilden sie eine große Gefahr für die Fauna der Meere. Über die Nahrungskette gelangen die Plastikpartikel in die Mägen von Fischen, Meeressäugern, Schildkröten und Seevögeln. Über Fisch landen persistente Schadstoffe auch wieder beim Menschen. Nach Angaben der UNEP-Sprecherin Elizabeth Guilbaud-Cox in Sausalito machen Kunststoffe, vor allem in Form von Tüten und PET-Flaschen rund 80 Prozent des gesamten Mülls in den Weltmeeren aus.
Das Schiff überquerte während der Expedition den Müllstrudel Great Pacific Garbage Patch im Nordostpazifik, der die Ausmaße von Texas erreicht hat. Er ist einer von sechs bekannten riesigen Müllstrudeln in den Weltmeeren.
Dort schwimmen bis zu 200 000 Plastikstücke je Quadratkilometer auf der Meeresoberfläche. Dabei haben die meisten weniger als einen Zentimeter Durchmesser. Dass dieser immer weiter granuliert wird, und so auch in die Nahrungskette gelangt, ist heute erwiesen.

## Expedition
Zunächst plante Rothschild am 28. April 2009, dem Jahrestag der Kon-Tiki-Expedition, mit einem Floß aus Plastikflaschen und recycelten Materialien den Pazifischen Ozean von Nordamerika nach Australien zu besegeln. Anfang März 2010 wurde schließlich nach dreijähriger Vorbereitung sein Katamaran Plastiki fertig. Am 21. März um 9:30 Uhr Ortszeit stach die Plastiki mit Rothschild und seiner Crew in Sausalito, Kalifornien, Richtung Sydney auf. Nach gut vier Monaten erreichte der Katamaran am 26. Juli den Hafen von Sydney.
Auf einem Teil der Strecke begleitete der Enkel von Thor Heyerdahl, ein norwegischer Biologe, die Expedition.
Die Expedition wurde durch eine moderne Medienverwertung begleitet. Auf der Homepage der Expedition betreibt die Crew einen Blog und stellt Hintergrundberichte und Links zur Verfügung. Die Reise wurde von einer Dokumentarfilmerin des National Geographic begleitet. Zu den Förderern der Expedition gehören eine Reihe großer Firmen.